# Katia Alens
Katia Alens (Mortsel, 23 april 1967) is een Belgische actrice, zangeres,  presentatrice en werd bekroond tot Miss België in 1990. Alens is getrouwd in Knokke met de CEO van Effectivemedia Philippe Quatennens, waar ze zelf ook werkt als presentatrice. Ze heeft twee zonen uit haar vorige relatie.

## Carrière
Na haar jaar als Miss België legde Alens zich vooral toe op het modellenwerk. Ze acteerde in een langspeelfilms, in soaps en nu als presentatrice op Kanaal Z en Canal Z voor autoprogramma Fleet TV.

### Filmografie
- 1993: Close (Vlaamse film: als stripper Angelica)
- 1997-1989: Vennebos (VT4-soap: als Christelle Biesemans
- 1999: De Makelaar (Als Chrisje)
- 2004: Familie (VTM-soap: als Laetitia)

### Zangeres
In 1998 richtte Alens samen met Joyce De Troch en Inge Moerenhout de meidengroep Opium op. Hun eerste single, Doe me goed, werd door radiostation Radio 2 verkozen tot Zomerhit 1998 en haalde samen met hun tweede single Een vrouw goud. De groep bracht ook het album Opium uit.

### Tv-programma's
Alens werkte mee aan enkele Tv-programma's zoals:
- "CDO" op VRT (samen met Friedl' Lesage)
- Weekendprogramma Tendens op regionale zender RTV

## Playboy
Katia Alens was eigenzinnig en soms controversieel, zo was ze de eerste Miss België die naakt in Playboy stond. Dat was toen een groot taboe omdat de toenmalige organisatrice Cécile Müller zeer conservatief was en een reportage voor het blootblad ongepast vond.